# Pawnee

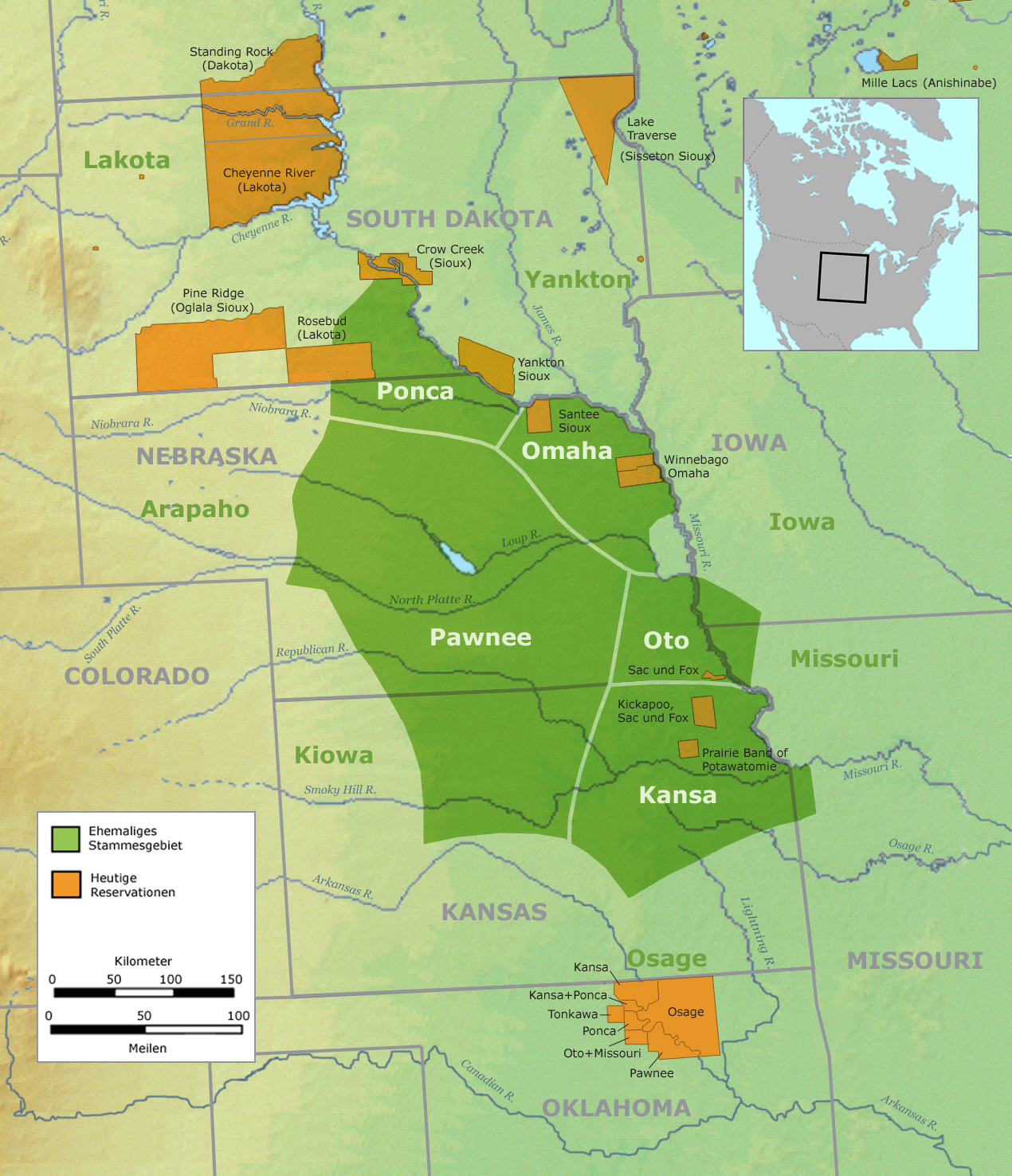
Pawneernas och några grannstammars historiska bosättningsområde i grönt. Observera att de orange markeringarna avser nuvarande indianreservat. Historiskt låg kansastammens och osageernas område intill varandra.

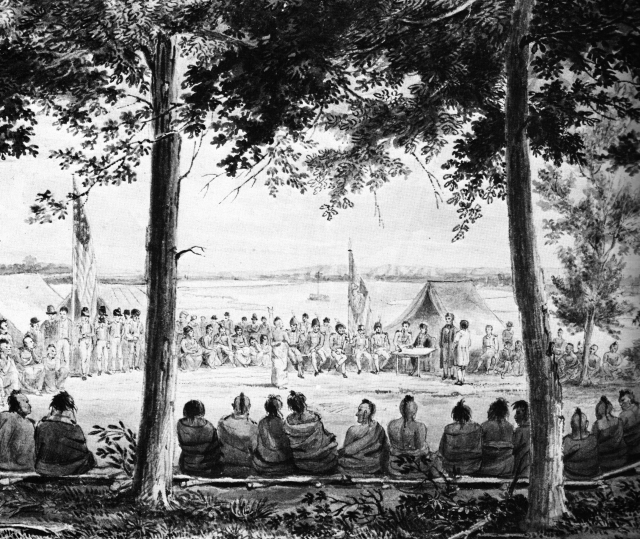
Pawneeindianer i möte med major Stephen Longs expedition vid Council Bluffs, Iowa, 1819.

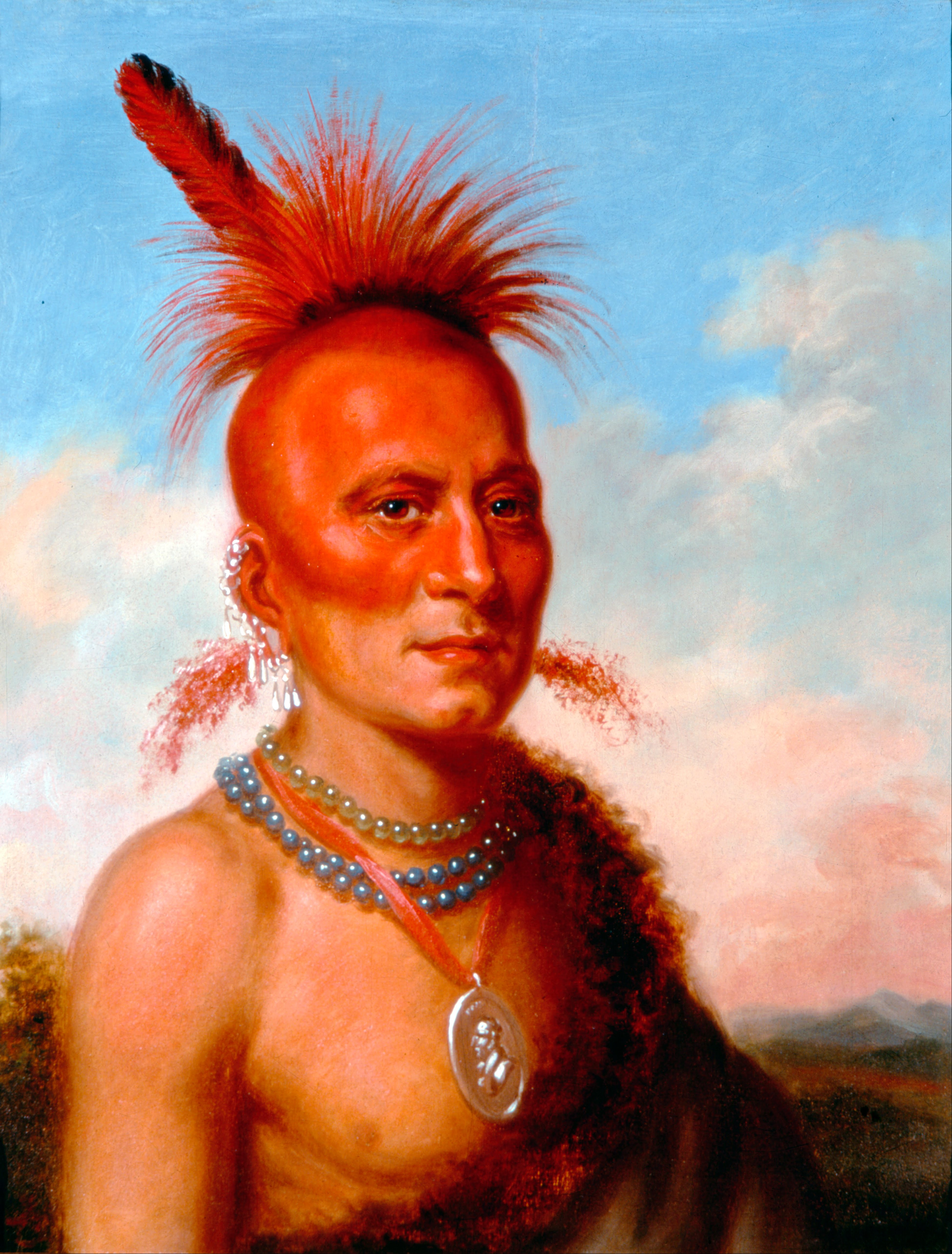
Sharitarish (Wicked Chief), en högstående pawnee, 1822.

För jordbruksflygplanet, se Piper PA-25 Pawnee.

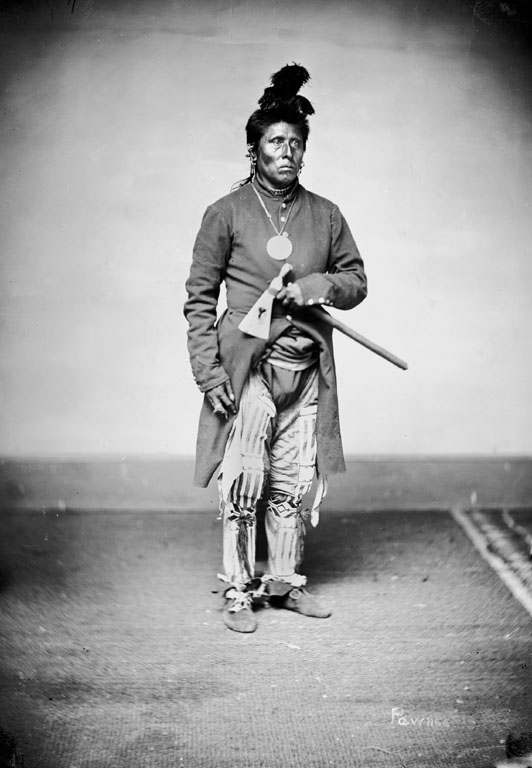
Sky Chief (Telowalutlasha), pawneeledare vilken tillhörde de pawneer som massakrerades av lakotaindianer 1873.

Pawnee, egentligen pari'ki ("ett horn"), är en caddospråkig indianstam som räknas till prärieindianerna. Namnet har sitt ursprung i en frisyr. På sitt eget språk heter de chaticks si chaticks, ungefär "de främsta bland män".

## Ursprung
Vid tiden för de vitas ankomst levde pawneerna huvudsakligen i den södra halvan av det som senare blev delstaten Nebraska och den nordligaste tredjedelen av Kansas. De hade levt i området sedan urminnes tid och stammen har inga tillförlitliga traditioner om någon tidigare vistelseort. Det enda i deras traditioner som är ett klart tecken på någon förflyttning är att deras namn på omahastammen, puktistu, också betyder "i norr" men i historisk tid har omahaerna alltid bott öster om pawneerna.

## Stamgrupperingar
De egentliga pawneerna ("Pawnees proper") bestod så långt tillbaka i tiden de själva har kunskap om av tre underavdelningar, chau'i ("i mitten"), kitkehahk'i ("på kullen") och pitahauerat ("nerför floden"). Namnen har sitt ursprung i geografiska förhållanden. Senare, men enligt pawneetradition långt före de vitas ankomst, anslöt sig ytterligare en nära besläktad grupp: skidi ("vargar").
Skidierna bosatte sig längst i väster och då det var den i särklass största gruppen kom den ensam att betecknas som "övre byn" medan de övriga tre sammanfattades i begreppet "banden i nedre byn" (i realiteten minst sex byar). Av de tre grupperna var chau'i av tradition något slags huvudgrupp och pawneehövdingarna var i allmänhet chau'i. Skidierna var trots begreppet "övre byn" i likhet med "nedre byn" inte en by utan flera (fyra). Sammanlagt uppskattas stammen ha omfattat omkring 20 000 individer när den var som störst i slutet av 1700-talet före de stora epidemierna.

## Fiender
Pawneernas traditionella fiender var framför allt omaha-, oto- och ponca-indianerna men även övriga med dessa besläktade siouxtalande stammar. Däremot har pawneerna aldrig bekrigat de vita. Deras utsatta förhållande gentemot siouxerna utnyttjades av USA:s armé som anställde mängder med pawneer som "spejare", egentligen regelrätta hjälpstyrkor som användes vid strider mot siouxer och cheyenner under de nordamerikanska indiankrigens slutskede. De mycket talrikare lakotastammarna fortsatte dock anfalla pawneebyar varje år under 1860-talet och en stor del av 1870-talet.

## Indianspejare
År 1864 organiserades ett reguljärt pawneekompani, The Pawnee Scouts, i USA:s kavalleri under major Frank Norths (1840-85) befäl. Det var detta kompani som skötte det mesta av dödandet när kavalleriet under överste Joseph J. Reynolds helt oprovocerat anföll och brände ner en fredlig cheyenneby vid Little Powder River 17 mars 1876 tidigt i gryningen innan cheyennerna vaknat. Reynolds rapporterade senare felaktigt att han anfallit Crazy Horse, vars läger dock låg ca 2 mil nordost om det som anfölls. Pawneespejarnas insatser prisades givetvis i pressen. Anfallet mot "the hostiles" var visserligen mycket framgångsrikt och kom ett drygt årtionde senare av George Bird Grinnell att betecknas som "that famous charge", men eftersom målet i realiteten varken var rätt mål eller fientligt inställda indianer ansågs historien internt vara rätt pinsam för armén. 

## Reservat i Oklahoma
Pawneerna belönades för sina insatser med att tvingas till ett reservat i Oklahoma. Där bor fortfarande de flesta av de ca 2500 individer vilka i dag räknar sig som pawneer. 

## Språket
Pawneespråket är nära besläktat med arikara, vars språk av en del tidiga språkforskare klassades som en skidivariant, och Grinnell framförde 1889 hypotesen att arikara och skidi möjligen skilts åt en mycket kort tid innan skidierna anslöt sig till de egentliga pawneerna någon gång under 1700-talets andra hälft. Nutida talare av de två språken förstår dock inte mycket av varandras tal. Även det numera utdöda tonkawaspråket kunde i viss mån förstås av pawneetalande och enligt tonkawaernas egna traditioner har stammen tillkommit genom en utbrytning från pawneerna "för mycket länge sedan". Modern språkforskning har dock klassificerat tonkawaspråket som ett isolatspråk. De erkända likheterna mellan språken beror troligen på ett större antal lånord som vandrat över under en tid då stammarna bott nära varandra.
Pawneespråket är i dag starkt utrotningshotat, cirka 20 talare återstod 1997.